# Susanne Wigene
Susanne Wigene (ur. 12 lutego 1978 w Haugesundzie) – norweska lekkoatletka specjalizująca się w biegach długodystansowych, wicemistrzyni Europy z Göteborga (2006) w biegu na 10 000 metrów.

## Sukcesy sportowe
- dwunastokrotna mistrzyni Norwegii[1][2]:
  - bieg na 1500 m – 1998 (hala) i 1999
  - bieg na 3000 m – 1998 (hala)
  - bieg na 5000 m – 1998, 2004, 2005
  - półmaraton – 2003
  - bieg na 3000 m z przeszkodami – 2000, 2001
  - bieg przełajowy (2000 m) – 2003, 2005
  - bieg przełajowy (6000 m) – 2004
- rekordzistka Norwegii na różnych dystansach
- zdobywczyni tytułu "Norweskiego Lekkoatlety Roku 2006"
- 2006 – Göteborg, mistrzostwa Europy – srebrny medal w biegu na 10 000 m oraz VII miejsce w biegu na 5000 m

## Rekordy życiowe
- bieg na 1500 m – 4:13,01 – Florø 04/06/2005
- bieg na 3000 m – 8:40,23 – Zurych 19/08/2005
- bieg na 5000 m – 14:48,53 – Bruksela 26/08/2005
- bieg na 10 000 m – 30:32,36 – Göteborg 07/08/2006
- bieg na 5 km – 15:24 – Tønsberg 30/06/2007 (rekord Norwegii)
- bieg na 3000 m z przeszkodami – 9:45,21 – Königs Wusterhausen 10/09/2004